# Hazlehurst (Mississippi)
Hazlehurst város az USA Mississippi államában. Lakosainak száma 3619 fő (2020. április 1.).

## Népesség
A település népességének változása:
| Lakosok száma | 4400 | 4009 | 3619 |
|               | 2000 | 2010 | 2020 |